# 2017年巴勒吉納爾爆炸案
2017年巴勒吉納爾爆炸案係發生於巴基斯坦联邦直辖部落地区古勒姆特区一座蔬果市場的爆炸案，造成至少21人死亡，54人受傷。